# Jacob Elordi
Jacob Elordi, né le 26 juin 1997 à Brisbane (Queensland), est un acteur australien.
D’abord remarqué dans la trilogie de comédies romantiques The Kissing Booth (2018-2021), il est révélé par la série télévisée Euphoria (2019-2022) dans laquelle il interprète un adolescent violent et pervers.
Cette exposition lui permet au début des années 2020 d'obtenir des premiers rôles, parfois auprès de réalisateurs de renommée tels que Sofia Coppola (pour qui il interprète Elvis Presley dans Priscilla en 2023), Paul Schrader (dans Oh, Canada en 2024) et Guillermo del Toro (dans Frankenstein en 2025).
Il obtient en 2024 une nomination au BAFTA du meilleur acteur dans un second rôle pour le film Saltburn de Emerald Fennell, où il incarne un étudiant fortuné et populaire.

## Biographie

### Enfance et formation
Jacob Nathaniel Elordi est né à Brisbane(Queensland) en Australie le 26 juin 1997. Sa mère, Melissa, est mère au foyer et anciennement employée dans une cafétéria, et son père, John Elordi, est peintre d’intérieur. La famille fait partie de la classe ouvrière.
Alors joueur de rugby dans l’équipe de son école, Jacob découvre le théâtre. À douze ans il joue ses premières comédies musicales. Sa première inspiration est Heath Ledger, après l’avoir vu dans The Dark Knight : Le Chevalier noir.
À quatorze ans, Jacob apprend l’accent américain en découvrant Vin Diesel. Il s’essaie au mannequinat sur les conseils de sa mère, mais est renvoyé après les premiers essais étant trop grand pour rentrer dans les habits.
Jacob Elordi a été élève à l'école secondaire St. Kevin's College à Melbourne, puis au Nudgee College à Brisbane. À l’école secondaire, il se casse un os du dos pendant un match de rugby, ce qui l’éloigne du sport mais le rapproche du théâtre. C’est après la lecture d’En attendant Godot à l’âge de quinze ans que le théâtre « devient [son] église ». Il cite Marlon Brando, Laurence Olivier, Daniel Day-Lewis et Christian Bale comme inspirations : adolescent, il lit leurs autobiographies et copie leur comportement.
Après le lycée, il commence une école de théâtre à Melbourne et déménage aux États-Unis en 2017, alors âgé de dix-neuf ans, pour poursuivre sa carrière d’acteur.

## Carrière

### Débuts (2017-2019)
Sa première expérience dans un film hollywoodien a été d'être figurant dans le film Pirates des Caraïbes : La Vengeance de Salazar en 2017. Il a ensuite eu son premier rôle secondaire, avec le personnage Rooster, dans le film australien Sweet Seventies (Swinging Safari), sorti en 2018, aux côtés de Guy Pearce, Kylie Minogue, Radha Mitchell et Julian McMahon.
Il obtient un des rôles principaux dans la série télévisée Euphoria, créée par Sam Levinson et co-produite par le rappeur Drake. Le rôle est celui de Nate Jacobs, un jeune homme violent addict à la pornographie. Il y rejoint Zendaya, Hunter Schafer, Eric Dane et Maude Apatow. Il s’agit d’une adaptation libre de la mini-série télévisée israélienne du même titre, créée par Ron Leshem, Daphna Levin et Tmira Yardeni, et qui suit le parcours plutôt sombre d'un groupe d'adolescents. La première saison est diffusée l'année suivante. Euphoria s'impose comme un véritable phénomène de société et lance définitivement sa carrière. Il est nommé dans la catégorie du meilleur acteur aux Australian Academy of Cinema and Television Arts (AACTA) Awards, pour son interprétation du rôle de Nate Jacobs. La série sest renouvelée pour une seconde saison.
Sa popularité s'accroit avec la sortie de la comédie romantique à succès The Kissing Booth, avec Joey King et Joel Courtney, et de ses suites. Elordi devient alors auprès de certains médias un  sex-symbol de la génération Z,.
Par la suite, il joue en 2020 dans le drame 2 Hearts, réalisé et produit par Lance Hool, aux côtés de Tiera Skovbye, Adan Canto et Radha Mitchell. Le scénario est basé sur une histoire vraie et de Leslie et Jorge Bacardi, de la célèbre société familiale du rhum Bacardí,, et début 2021 en France.

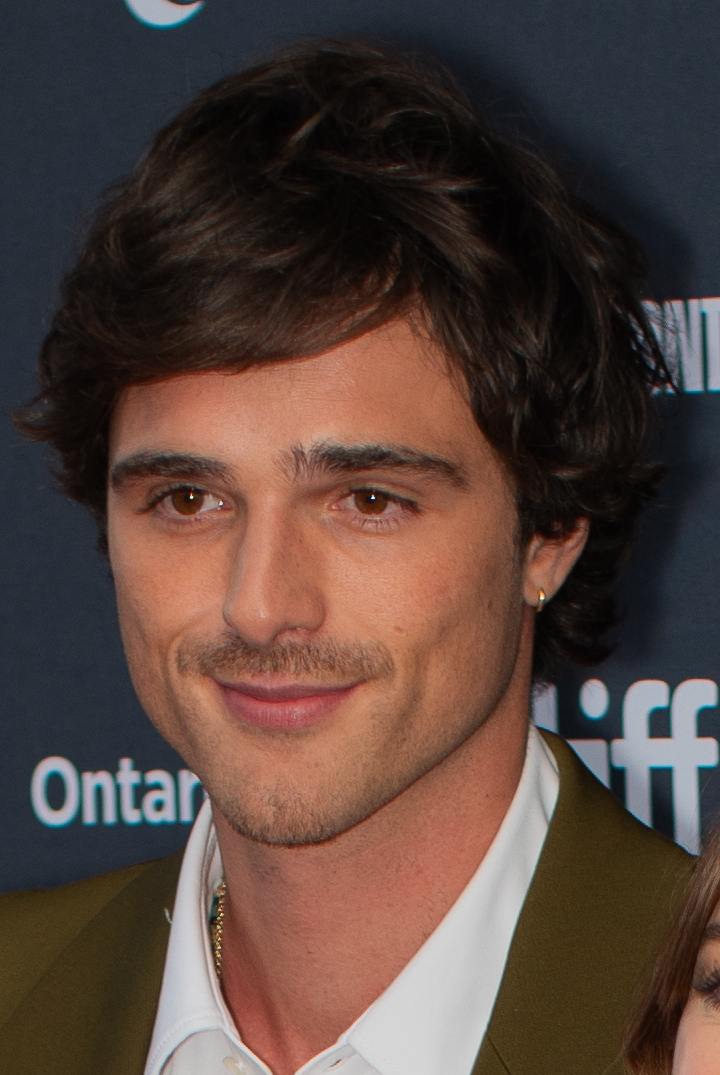
Jacob Elordi au Festival international du film de Toronto en 2024 pour la présentation du film Les Indomptés.

### Révélation internationale (depuis 2019)
En 2019, il rejoint le thriller psychologique Eaux profondes, réalisé par Adrian Lyne, avec Ana de Armas et Ben Affleck en tête d'affiche. Le film est adapté du roman Eaux profondes, publié en 1957 par Patricia Highsmith. La sortie américaine est initialement fixée au 13 novembre 2020, avant d'être décalée au 13 août 2021 en raison de la pandémie de Covid-19 et de la fermeture des cinémas,. Le film est un échec critique et commercial.
Quatre ans plus tard, il interprète le chanteur Elvis Presley dans Priscilla, film biographique que consacre la réalisatrice Sofia Coppola à son ex-épouse. Il y donne la réplique à une autre jeune débutante, Cailee Spaeny. Le film fait partie de la sélection de la Mostra de Venise 2024 où il obtient des critiques assez mitigées. Pour ce rôle, il prend notamment dix kilos.
Il change de registre avec le thriller psychologique Saltburn, écrit et réalisé par Emerald Fennell. Le film est une critique virulente du milieu bourgeois de l'Angleterre des années 2000. Il y partage l'affiche avec Barry Keoghan, Rosamund Pike et Carey Mulligan et incarne un jeune aristocrate, vedette de son lycée. Sorti sur la plateforme Amazon Prime, le film est sujet à polémique en raison de sa noirceur et de certaines scènes érotiques explicites. Les critiques sont très partagées. Ce film lui permet néanmoins de décrocher sa première nomination aux BAFTAS dans la catégorie : meilleur acteur dans un second rôle. Il poursuit dans ce registre en jouant dans le drame The Sweet East.
En 2024, il interprète une version jeune du personnage de Richard Gere dans le drame Oh Canada de Paul Schrader. Le film fait partie de la sélection officielle du 77e Festival de Cannes présidée par Greta Gerwig.En novembre 2024, Jacob Elordi fait partie du jury du Festival International du Film de Marrakech, présidé par Luca Guadagnino, et aux côtés d'Andrew Garfield, Patricia Arquette, Virginie Efira, Santiago Mitre, Zoya Akhtar, Ali Abbasi, et Nadia Kounda.
En 2025, il revient sur le devant de la scène avec le drame romantique homosexuel Les Indomptés aux côtés de l'acteur mexicain Diego Calva, Daisy Edgar-Jones et Will Poulter. Présenté au Festival international de Toronto un an auparavant, le long-métrage est bien reçue par la critique. Il retrouve la réalisatrice Emerald Fennell pour une nouvelle adaptation cinématographique des Hauts des Hurlevents, d'après le roman d'Emily Brontë. Il doit y reprendre le rôle d'Heathcliff aux côtés de l'actrice et productrice australienne Margot Robbie. Leurs choix respectifs fait beaucoup parler.
Jacob Elordi rejoint ensuite le film The Dogs Stars de Ridley Scott en remplacement de Paul Mescal.Sa présence est confirmée pour la troisième saison de la série Euphoria. En juillet 2025, il est cité dans la presse comme l'un des favoris pour devenir le nouveau James Bond dans le 26e opus de la franchise mise en scène par Denis Villeneuve.

### Vie privée
Vers 2017-2018, il fréquente l'actrice Joey King, rencontrée sur le tournage de The Kissing Booth. Il a ensuite eu une relation avec Zendaya, sa partenaire dans la série Euphoria. Il était en couple avec la mannequin Kaia Gerber, fille de la célèbre mannequin Cindy Crawford, entre 2020 et 2021. Il entretiendrait une relation amoureuse avec la youtubeuse Olivia Jade Giannulli, fille de l'actrice américaine Lori Loughlin, depuis 2021.

## Filmographie

### Cinéma

#### Années 2010
- 2015 : Carpe Liam (court métrage) : Liam
- 2016 : Max & Iosefa (court métrage) de Liam Riordan : Max
- 2017 : Pirates des Caraïbes : La Vengeance de Salazar de Joachim Rønning : figurant
- 2018 : The Kissing Booth de Vince Marcello : Noah Flynn
- 2018 : Sweet Seventies de Stephan Elliott : Rooster
- 2019 : The Mortuary Collection de Ryan Spindell : Jake

#### Années 2020
- 2020 : The Very Excellent Mr. Dundee de Dean Murphy : Chase
- 2020 : The Kissing Booth 2 de Vince Marcello : Noah Flynn
- 2020 : 2 Hearts de Lance Hool : Chris
- 2021 : The Kissing Booth 3 de Vince Marcello : Noah Flynn
- 2022 : Eaux profondes (Deep Water) d'Adrian Lyne : Charlie De Lisle
- 2023 : Priscilla de Sofia Coppola : Elvis Presley
- 2023 : Saltburn de Emerald Fennell : Felix
- 2023 : The Sweet East de Sean Price Williams : Ian
- 2024 : Oh, Canada de Paul Schrader : Leonard Fife, jeune
- 2024 : Les Indomptés (On Swift Horses) de Daniel Minahan (en) : Julius
- 2024 : He Went That Way de Jeff Darling : Bobby Falls
- 2025 : Frankenstein de Guillermo del Toro : le monstre de Frankenstein
- 2026 : Les Hauts de Hurlevent d'Emerald Fennell : Heathcliff
- 2026 : The Dog Stars de Ridley Scott[35] : Hig

### Télévision
- Depuis 2019 : Euphoria : Nate Jacobs

## Voix françaises
- Jim Redler dans : 
  - Euphoria (série télévisée)
  - 2 Hearts
  - Saltburn
- Stanislas Forlani dans :
  - The Kissing Booth
  - The Kissing Booth 2
  - The Kissing Booth 3

Et aussi
- Alexis Gilot dans Les Indomptés

## Distinctions

### Nominations
- People's Choice Awards 2024 :
  - Meilleur acteur dramatique pour Priscilla
  - Meilleure interprétation masculine pour Saltburn
- BAFTA 2024 : Meilleur acteur dans un second rôle pour Saltburn
- AACT Awards 2024 : Meilleur acteur dans un second rôle pour Saltburn